# Bogomir Kovač
Bogomir Kovač, slovenski ekonomist, * 12. november 1952, Celje.

## Izobrazba
Bogomir Kovač je leta 1979 na Ekonomski fakulteti v Ljubljani magistriral iz marksistične ekonomije, doktoriral pa leta 1985. Do konca osemdesetih let je bil eden vodilnih teoretikov marksistične ekonomije in samoupravljanja v Sloveniji.

## Kariera
Leta 1985 je postal profesor na Ekonomski fakulteti Univerze v Ljubljani in gostujoči profesor na ekonomskih fakultetah v Beogradu in v Splitu. Leta 1987 je postal član komisije predsednika Zveznega izvršnega sveta (ZIS) Jugoslavije Branka Mikuliča, ki je pripravljala reforme centralno-planskega socialističnega gospodarstva v Jugoslaviji. Zaradi neuspeha reform je bila komisija razpuščena. Leta 1989 je postal član komisije ZIS, ki ga je vodil Ante Markovič. Pripravljala je nove gospodarske reforme. Komisija je razpadla leta 1991, z razpadom Jugoslavije. Je član Liberalne akademije in Foruma za levico. 
Piše politično ekonomske komentarje za časnike Delo, Mladina in Finance.

## Politika
Bil je član Zveze komunistov Slovenije. 
Stranka Liberalna demokracija Slovenije (LDS) je Bogomirja Kovača leta 1992 imenovala za predsednika Ekonomskega sveta pri vladi Republike Slovenije. Na položaju predsednika je bil do leta 1996. Na predsedniških volitvah 1997 je bil kandidat stranke LDS na, vendar z 2,70 % glasov ni bil izvoljen.
Na evropskih volitvah 2024 je kandidiral na zadnjem mestu skupne liste strank DeSUS in Dobra država. Na volitvah 9. junija listi ni uspel preboj v Evropski parlament, Kovač pa je dobil 462 preferenčnih glasov volivcev.